# یواس‌اس فوبه (ام‌اس‌سی-۱۹۹)
یواس‌اس فوبه (ام‌اس‌سی-۱۹۹) (به انگلیسی: USS Phoebe (MSC-199)) یک کشتی بود که طول آن ۱۴۴ فوت ۳ اینچ (۴۳٫۹۷ متر) بود. این کشتی در سال ۱۹۵۴ ساخته شد.